# Parydra nigritarsis
Parydra nigritarsis är en tvåvingeart som beskrevs av Gabriel Strobl 1893. Parydra nigritarsis ingår i släktet Parydra och familjen vattenflugor. Arten är reproducerande i Sverige. Inga underarter finns listade i Catalogue of Life.